# Voineasa, Vâlcea
Voineasa là một xã thuộc hạt Vâlcea, România. Dân số thời điểm năm 2002 là 1725 người.